# Pernille Bendixen
Pernille Bruun Bendixen (nascida a 1 de março de 1973, em Århus) é uma política dinamarquesa que foi membro do Folketing pelo Partido Popular Dinamarquês de 2015 a 2019.

## Carreira política
Bendixen é membro do conselho municipal do município de Odense desde 2010. Foi eleita para o parlamento nas eleições legislativas dinamarquesas de 2015 com 3.491 votos. Ela concorreu novamente na eleição de 2019, obtendo 1.492 votos, mas não foi reeleita, contudo, os votos foram suficientes para se tornar na principal substituta do Partido Popular Dinamarquês no eleitorado de Fyn. Durante a licença de Alex Ahrendtsen de 3 de dezembro de 2019 a 30 de setembro de 2020, Bendixen actuou como o seu substituto.